# Maud Lewis
Maud Lewis, född 7 mars 1903 i South Ohio, Nova Scotia, död 30 juli 1970 i Digby, Nova Scotia, var en kanadensisk konstnär. Lewis benämns ofta som folkkonstnär, eftersom hon tillbringade hela sitt liv på landsbygden i Nova Scotia och aldrig genomgick någon formell konstnärlig utbildning. Hennes tavlor har trots detta fått stor uppmärksamhet i Kanada, framförallt efter hennes död, och Art Gallery of Nova Scotia  har kallat henne ”Kanadas mest älskade folkkonstnär”.

## Biografi
Lewis föddes den 7 mars 1903 i det lilla samhället South Ohio i Nova Scotia i Kanada. Lewis var dotter till John och Agnes Dowley. Hon hade en bror som hette Charles. Lewis föddes med en funktionsnedsättning som ledde till reumatoid artrit och hennes rörlighet i händer och fingrar var därför kraftigt nedsatt. Som barn uppmuntrade hennes mor henne att måla och sälja julkort, vilket brukar ses som upprinnelsen till hennes konstnärskap. Båda Lewis föräldrar dog 1937 och hennes bror ärvde familjehemmet. Lewis bodde därefter en kort period hos sin bror och flyttade sedan till sin moster i Digby, Nova Scotia. 
Där träffade hon fiskhandlaren Everett Lewis som hon gifte sig med 1938. Everett bodde i ett enrumshus utan elektricitet och rinnande vatten i Marshalltown i Digby County, som Lewis flyttade in i. Hon började successivt täcka husets spis, väggar och fönsterrutor med färgglada målningar av bland annat blommor, bin och fjärilar. Paret levde i huset resten av sina liv och Lewis reste aldrig utanför Nova Scotia. 
Lewis artrit förvärrades genom åren och hon hade svårt att utföra hushållssysslor. Everett kom därför att sköta hushållet, medan Maud målade och försörjde paret genom att sälja sina tavlor till förbipasserande. Utanför huset ställde de en skylt med texten ”Paintings for sale” för att locka kunder.
Lewis dog den 30 juli 1970, som följd av komplikationerna från att ha brutit höften några år tidigare.

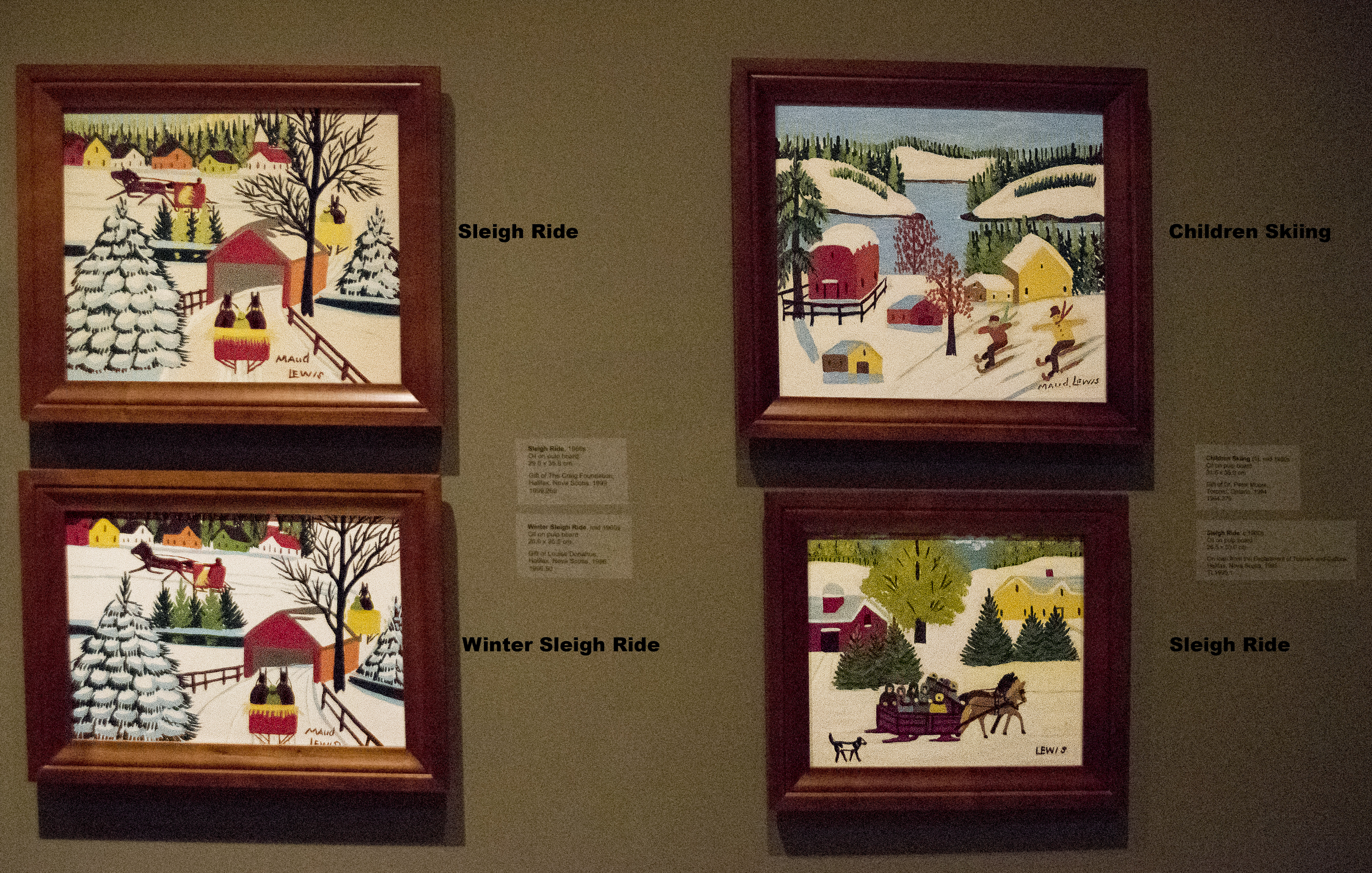
Fyra tavlor av Maud Lewis, utställda på Art Gallery of Nova Scotia, Halifax.

Maud Lewis liv skildras i filmen Maudie från 2016, med Sally Hawkins och Ethan Hawke i huvudrollerna.

## Konstnärskap

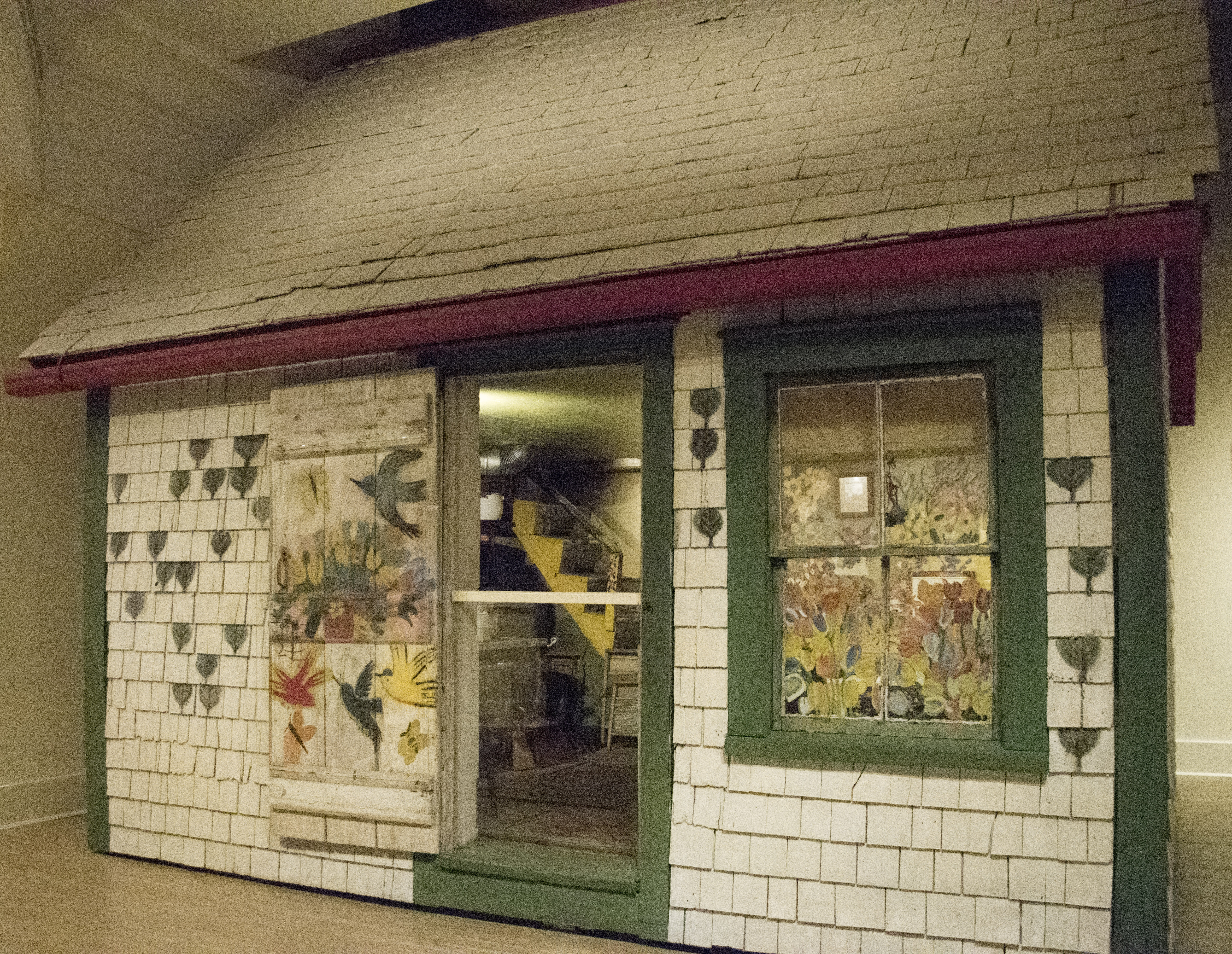
Paret Lewis hus, Art Gallery of Nova Scotia, Halifax.

Lewis använde oljebaserad färg och målade ofta på oortodoxa ytor som spånskivor och kartong. Hennes tavlor föreställer ofta landsbygdsmotiv målade med primärfärger och med tydliga konturlinjer. Scenerna som avbildas skildrar det förurbana Nova Scotia strax efter sekelskiftet 1900. Till exempel boskap och hästdragna slädar är vanligt förekommande på hennes tavlor. Hennes konst kategoriseras ofta som naiv konst på grund av den lekfulla, färgglada stilen och har kallats primitivistisk på grund av de nostalgiska, rurala motiven.
Lewis har framställts som en outsiderkonstnär som levde avskärmat från sin tids offentlighet. I själva verket nådde hon relativt stor framgång och popularitet under sin livstid, och fick beställningar både från olika delar av Kanada och USA – president Richard Nixon beställde två tavlor. Efter hennes död 1970 beskrev Digbys lokaltidning Digby Courier henne som en internationellt känd primitivistisk konstnär.
Under sin livstid sålde hon vanligen sina tavlor för 4–5 kanadensiska dollar men efter hennes död har de stigit markant i värde på konstmarknaden. En tavla som hittades i en secondhandaffär i New Hamburg i Ontario såldes 2017 för 45 000 kanadensiska dollar på en onlineauktion.
Efter Maud Lewis död 1970 och Everett Lewis död 1979 började parets färggrant dekorerade hus förfalla. En grupp invånare i Digby gick då samman och bildade The Maud Lewis Painted House Society med målet att bevara huset, som blivit ett uppskattat landmärke och kulturarv.
Arbetet med att samla in pengar blev dock alltför resurskrävande efter några år och 1984 såldes huset till provinsen Nova Scotia, varpå Art Gallery of Nova Scotia tog över ansvaret för restauration och konservering av huset och dess målningar. Huset finns numera permanent utställt på Art Gallery of Nova Scotia i Halifax. På Art Gallery of Nova Scotia finns även en samling av hennes tavlor utställda.